# Tōei
Tōei (東栄町?) è una cittadina giapponese della prefettura di Aichi.